# Freaks and Geeks
Pour les articles homonymes, voir Freaks et Geeks.
Production
Diffusion
Freaks and Geeks est une série télévisée de comédie dramatique américaine en 18 épisodes de 42 minutes, créée par Paul Feig et diffusée entre le 25 septembre 1999 et le 8 juillet 2000 sur NBC.
En France, la série a été diffusée à partir du 15 mars 2001 sur Série Club et rediffusée sur Fun TV. Au Québec, elle fut diffusée au cours de l'été 2012 sur VRAK.TV dans le cadre de VRAK Classique.
La série suit la lycéenne douée Lindsay Weir (Linda Cardellini), qui se lie d'amitié avec un groupe de rebelles appelés les « freaks », et son jeune frère Sam, qui intègre le groupe de ses amis geeks de l'établissement. Dix-huit épisodes ont été tournées, mais la série a été annulée après seulement douze épisodes diffusés. Une campagne de fans a persuadé NBC de diffuser trois des épisodes restants en juillet 2000, le reste des épisodes non diffusés étant diffusé sur Fox Family,.
Bien qu'elle n'ait connu qu'une seule saison, la série figure dans de nombreuses listes des plus grandes séries télévisées de tous les temps, notamment celles du Time, Entertainment Weekly et TV Guide. Freaks and Geeks est également connue pour avoir lancé plusieurs des carrières de ses jeunes acteurs principaux, tels que James Franco, Seth Rogen, Linda Cardellini, Jason Segel, Busy Philipps, John Francis Daley et Martin Starr.

## Synopsis
Lindsay Weir et son petit frère, Sam, fréquentent le lycée William McKinley pendant l'année scolaire 1980-1981. La série se déroule dans la ville de Chippewa, Michigan, une banlieue fictive de Detroit (du nom de Chippewa Valley High School que le créateur de la série Paul Feig a fréquenté).
Lindsay rejoint un groupe d'amis que l'on appelle les "freaks" - Daniel Desario, Ken Miller, Nick Andopolis et Kim Kelly - tandis que les amis de Sam constituent les "geeks", Neal Schweiber et Bill Haverchuck. Les parents Weir - Harold et Jean - sont présentés dans chaque épisode, et Millie Kentner, l'ancienne meilleure amie ringard et très religieuse de Lindsay, est un personnage récurrent, ainsi que Cindy Sanders, la pom-pom girl populaire pour qui Sam a le béguin.
Lindsay se retrouve à essayer de transformer sa vie d'étudiante académiquement compétente, de vedette et de fille modèle en une rebelle qui traîne avec des fainéants en difficulté. Ses relations avec ses nouveaux amis – et les frictions qu'ils causent avec ses parents et avec sa propre image de soi – forment un volet central de l'émission. L'autre suit Sam et son groupe d'amis geek alors qu'ils naviguent dans une autre partie de l'univers social et tentent de s'intégrer.

## Distribution

### Acteurs principaux
- Linda Cardellini (VF : Sophie Gormezzano) : Lindsay Weir
- John Francis Daley (VF : Donald Reignoux) : Sam Weir
- James Franco (VF : Damien Boisseau) : Daniel Desario
- Samm Levine (VF : Yann Le Madic) : Neal Schweiber
- Seth Rogen (VF : Pascal Grull) : Ken Miller
- Jason Segel (VF : Thierry Monfray) : Nick Andopolis
- Martin Starr (VF : Tony Marot) : Bill Haverchuck
- Joe Flaherty (VF : Jean-François Kopf) : Harold Weir
- Becky Ann Baker (VF : Blanche Ravalec) : Jean Weir
- Busy Philipps (VF : Julie Turin) : Kim Kelly

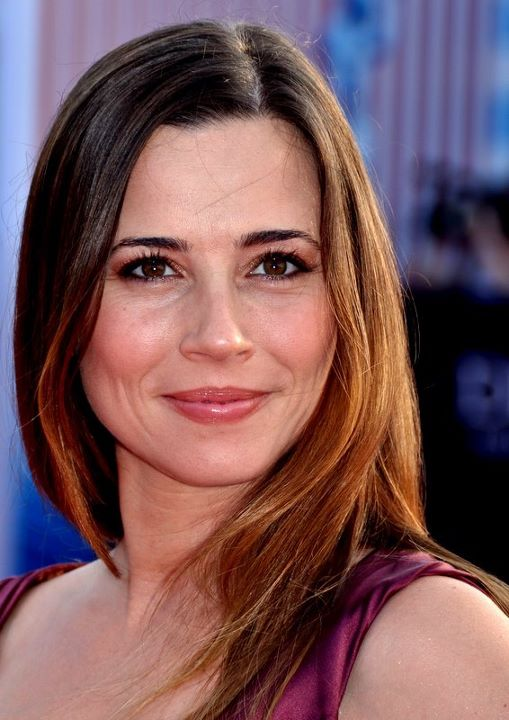
Linda Cardellini interprète Lindsay Weir.
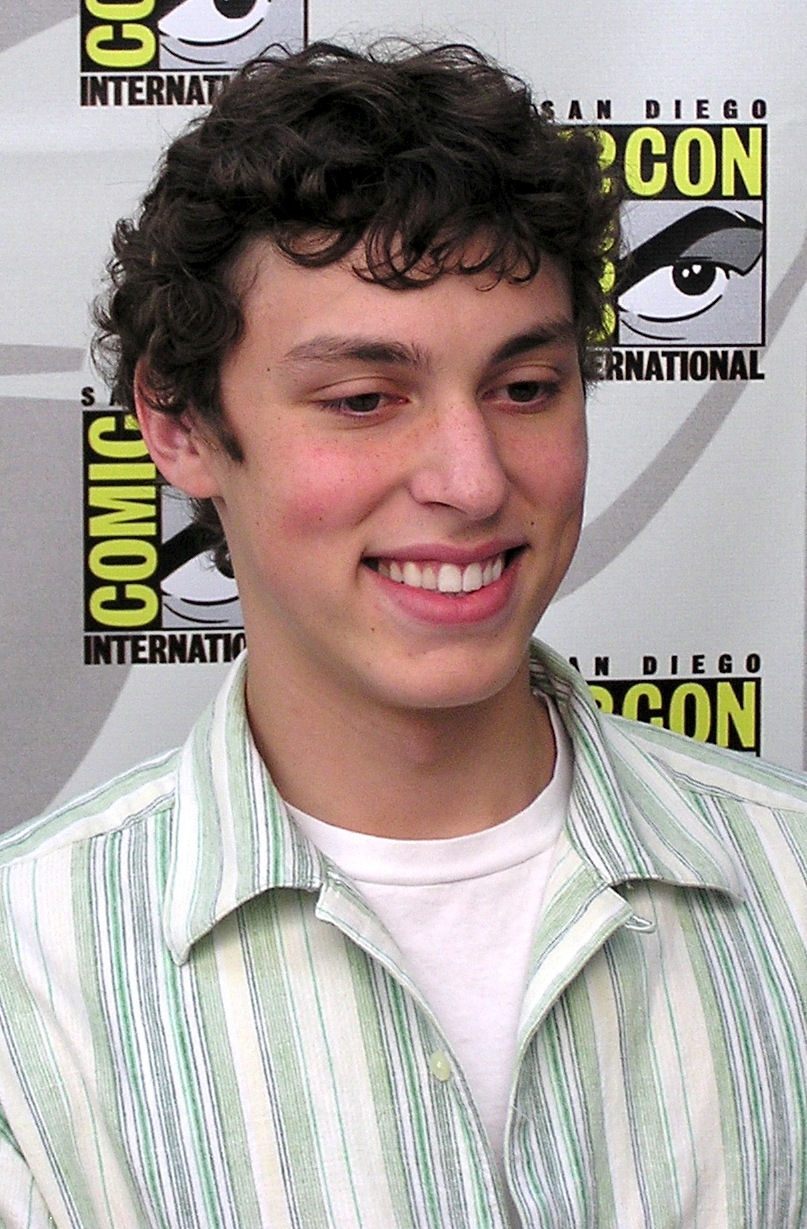
John Francis Daley interprète Sam Weir.
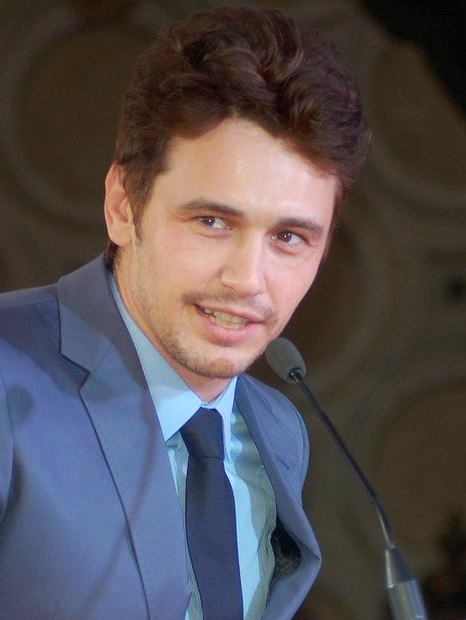
James Franco interprète Daniel Desario.
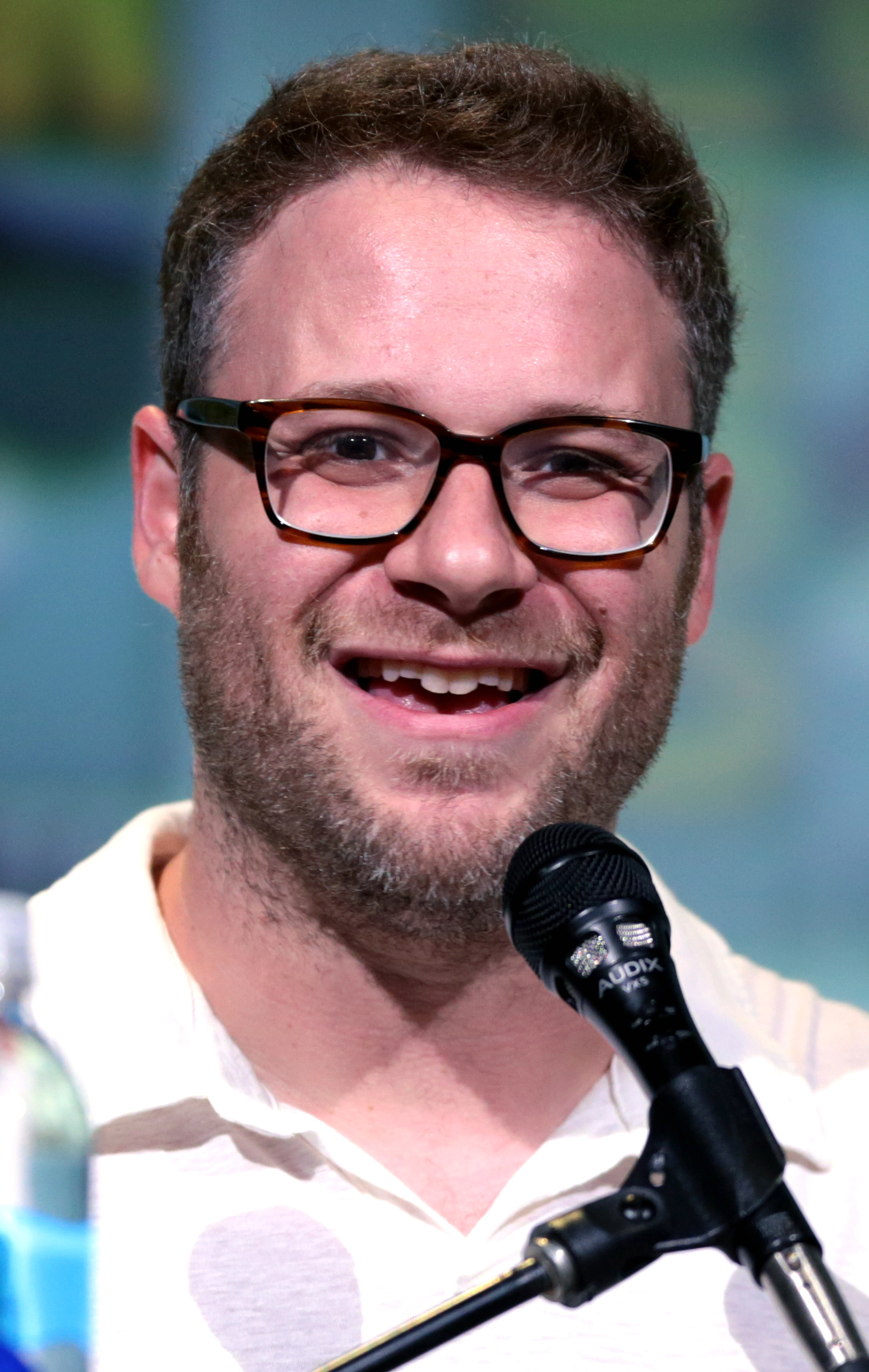
Seth Rogen interprète Ken Miller.
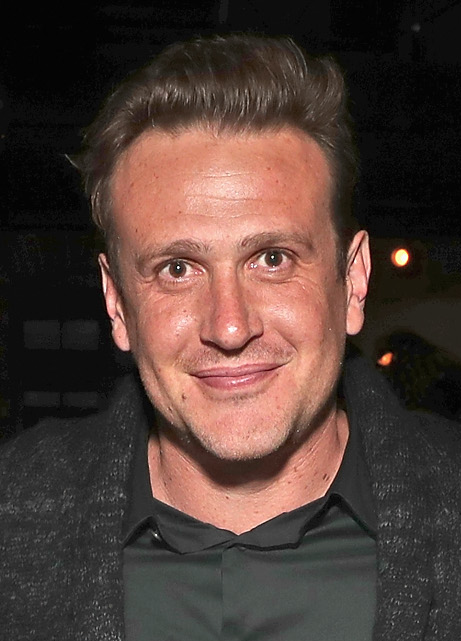
Jason Segel interprète Nick Andropolis.
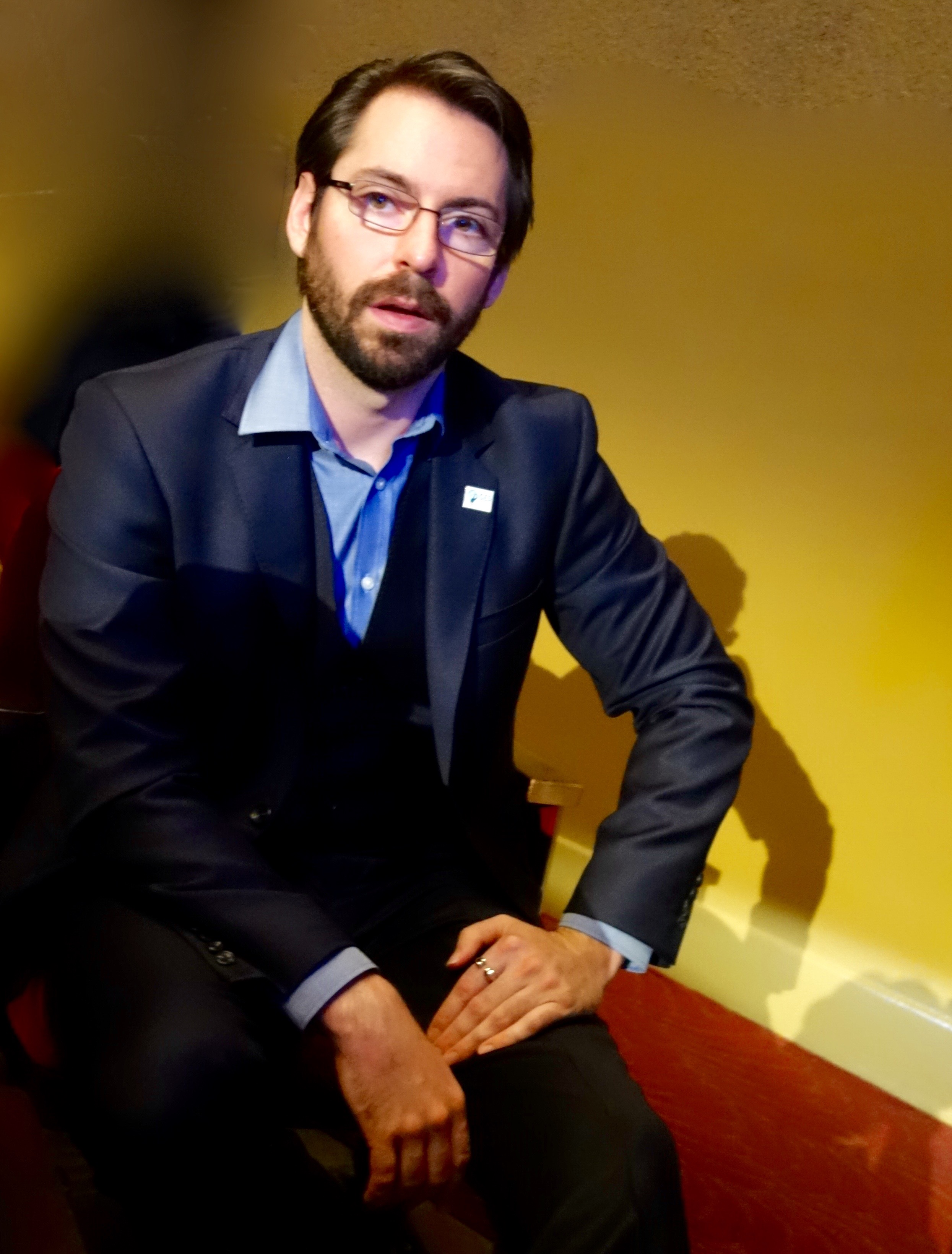
Martin Starr interprète Bill Haverchuck.
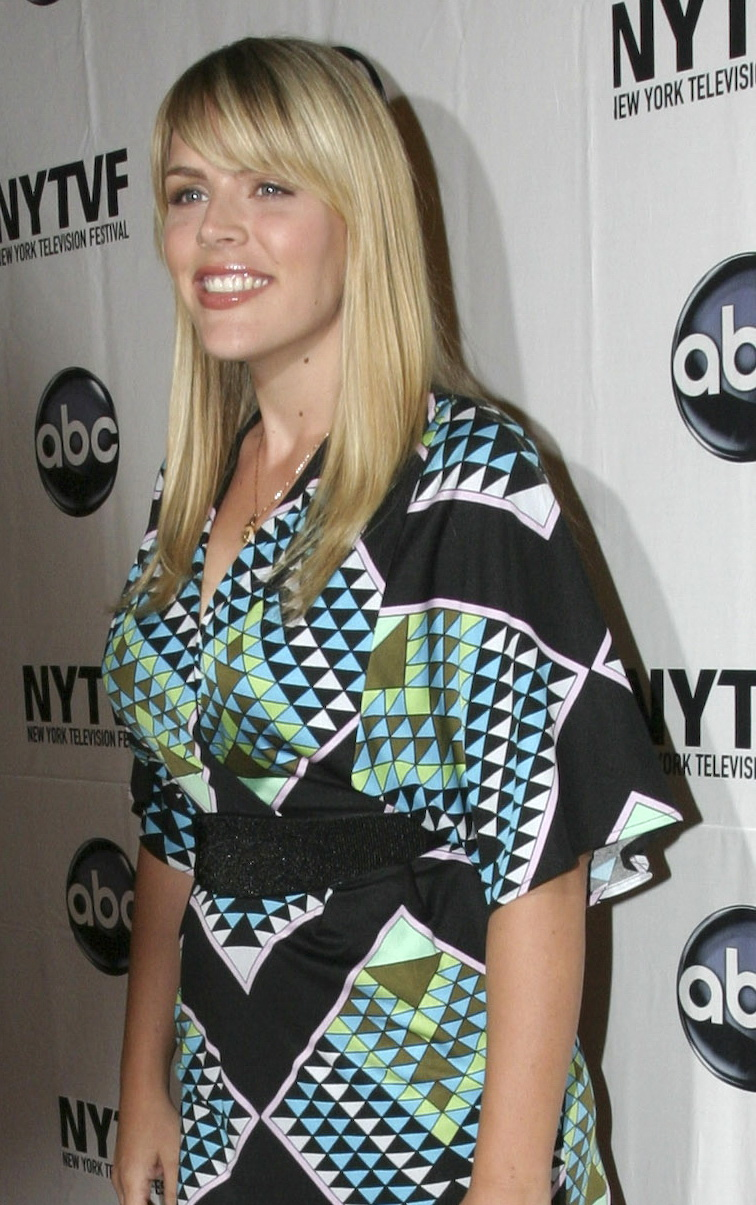
Busy Philipps interprète Kim Kelly.

### Acteurs récurrents
- Sarah Hagan (VF : Sylvie Jacob) : Millie Kentner (12 épisodes)
- Jerry Messing (VF : Denis Laustriat) : Gordon Crisp (11 épisodes)
- Stephen Lea Sheppard (VF : Philippe Valmont) : Harris Trinsky (9 épisodes)
- Natasha Melnick (VF : Ysa Ferrer) : Cindy Sanders (10 épisodes)
- Ben Foster (VF : Lionel Melet) : Eli (2 épisodes)
- Chauncey Leopardi (VF : David Lesser) : Alan White (9 épisodes)
- Shaun Weiss (VF : Paolo Domingo) : Sean (4 épisodes)
- Joanna Garcia (VF : Marie-Eugénie Maréchal) : Vicki Appleby (5 épisodes)
- Kayla Ewell : Maureen Sampson (3 épisodes)
- Lizzy Caplan (VF : Laurence Sacquet) : Sara (4 épisodes)
- Riley Smith : Todd Schellinger (5 épisodes)
- Dave "Gruber" Allen (VF : François Pacôme) : Jeff Rosso (10 épisodes)
- Steve Bannos (VF : Mathieu Buscatto) : Frank Kowchevski (11 épisodes)
- Trace Beaulieu : Hector Lacovara (6 épisodes)
- Tom Wilson (VF : Antoine Nouel) : Coach Ben Fredricks (6 épisodes)
- Joel Hodgson : Joel (3 épisodes)
- Claudia Christian : Gloria Haverchuck (2 épisodes)
- Kevin Tighe : Mr. Andopolis  (2 épisodes)
- Jessica Campbell : Amy Andrews  (2 épisodes)
- Sam McMurray : Vic Schweiber (3 épisodes)
- Amy Aquino : Mrs. Schweiber  (2 épisodes)
- Ann Dowd : Cookie Kelly (2 épisodes)

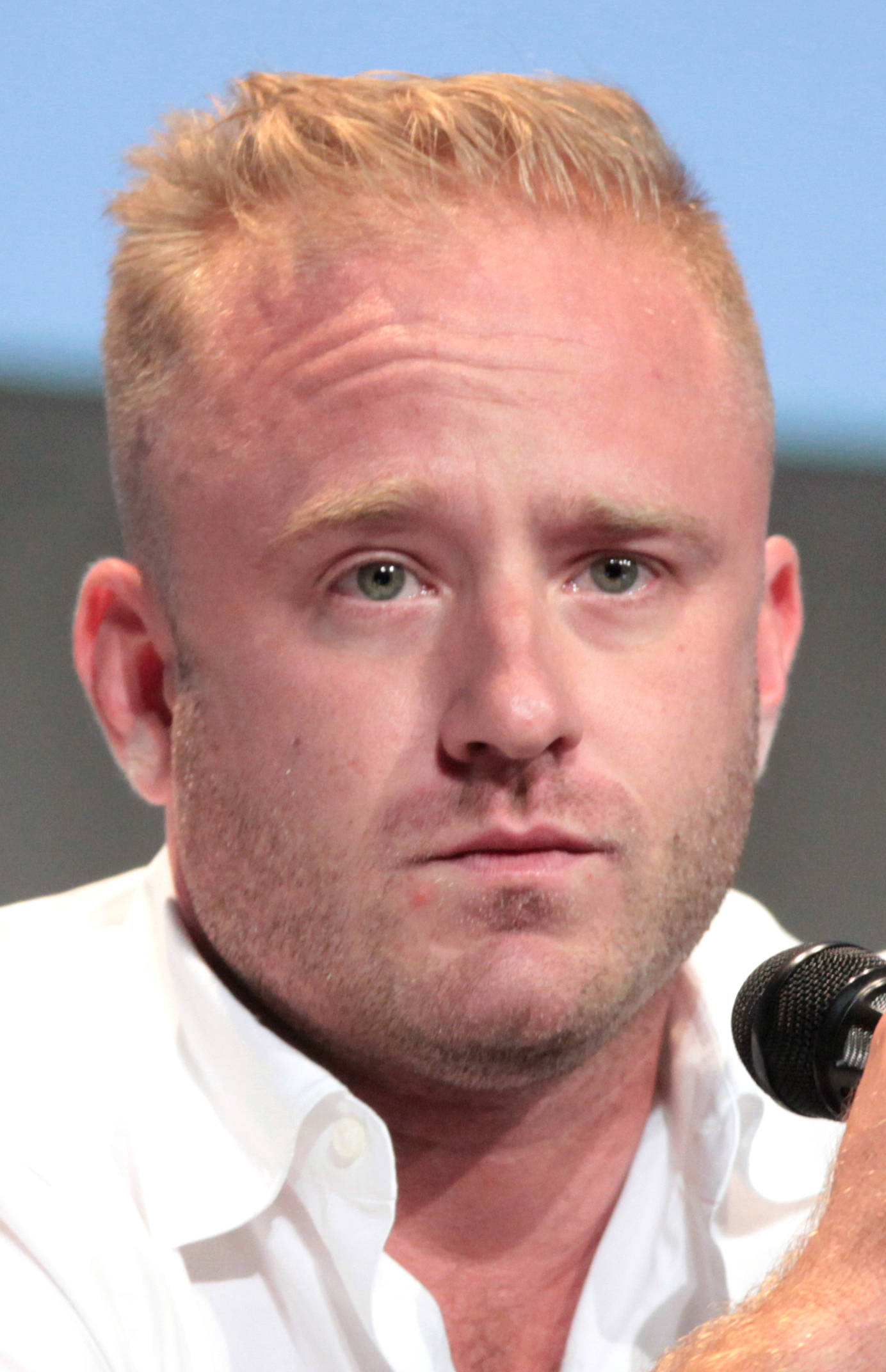
Ben Foster interprète Eli.
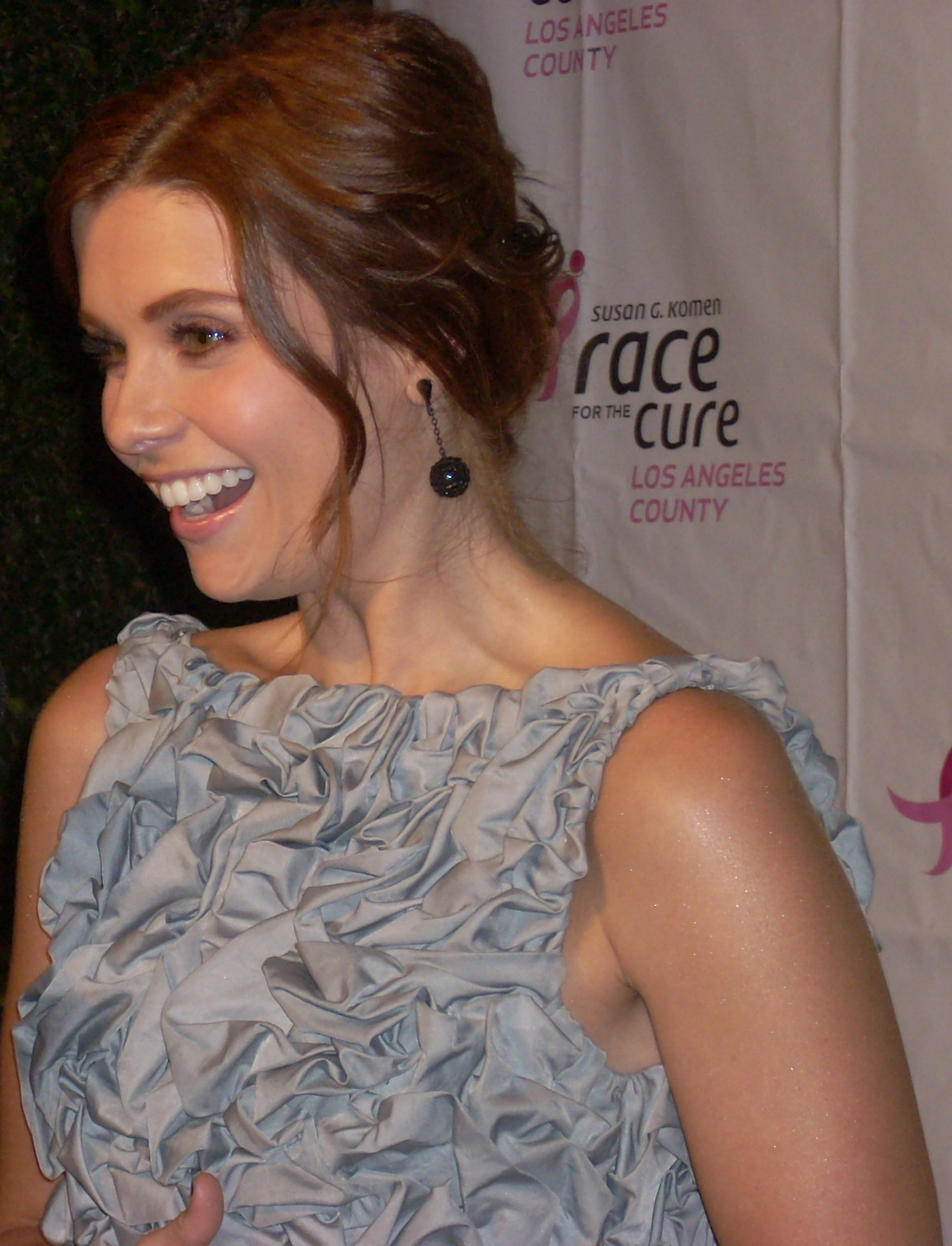
Joanna Garcia interprète Vicky Appleby.
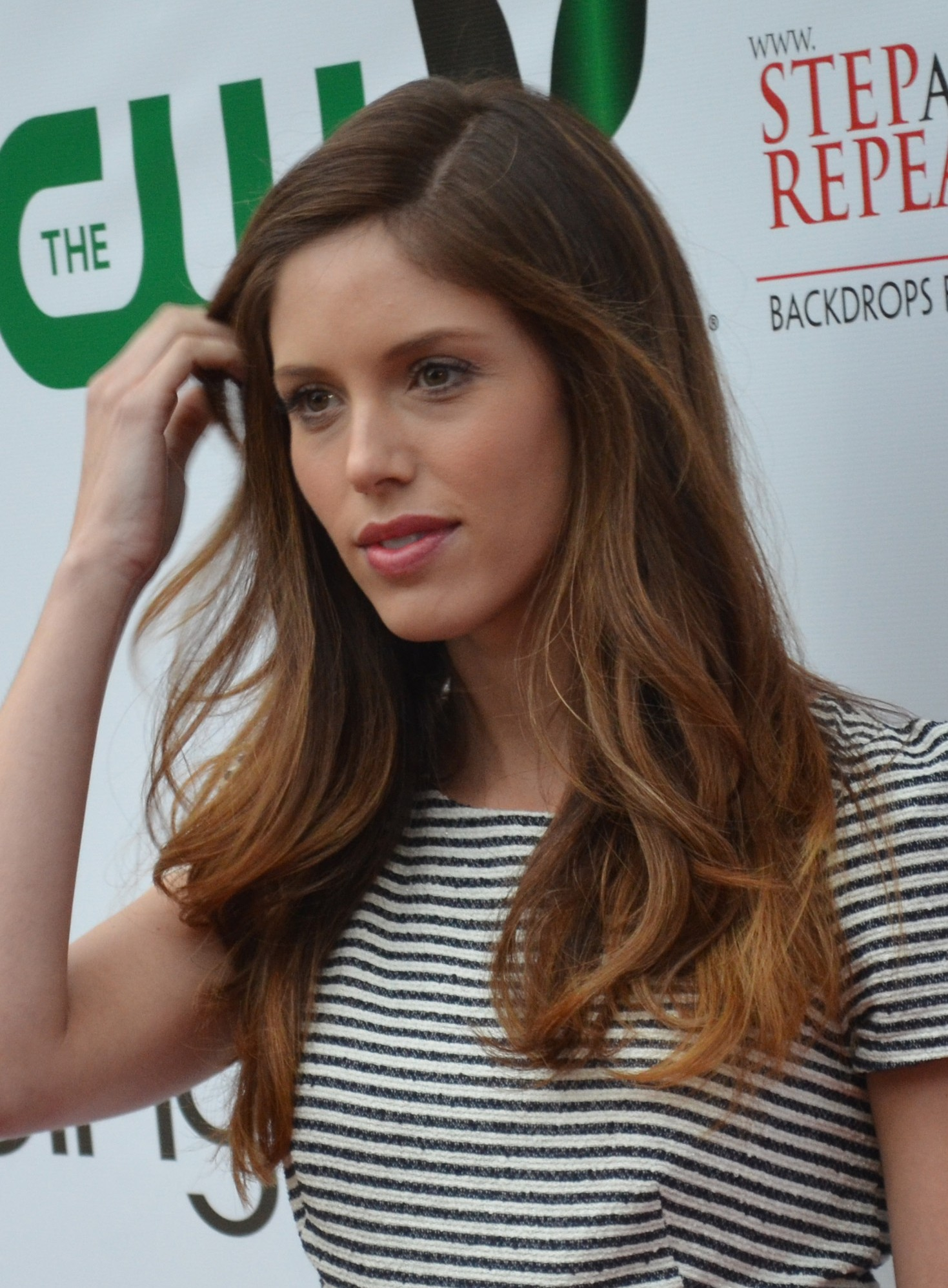
Kayla Ewell interprète Maureen Sampson.
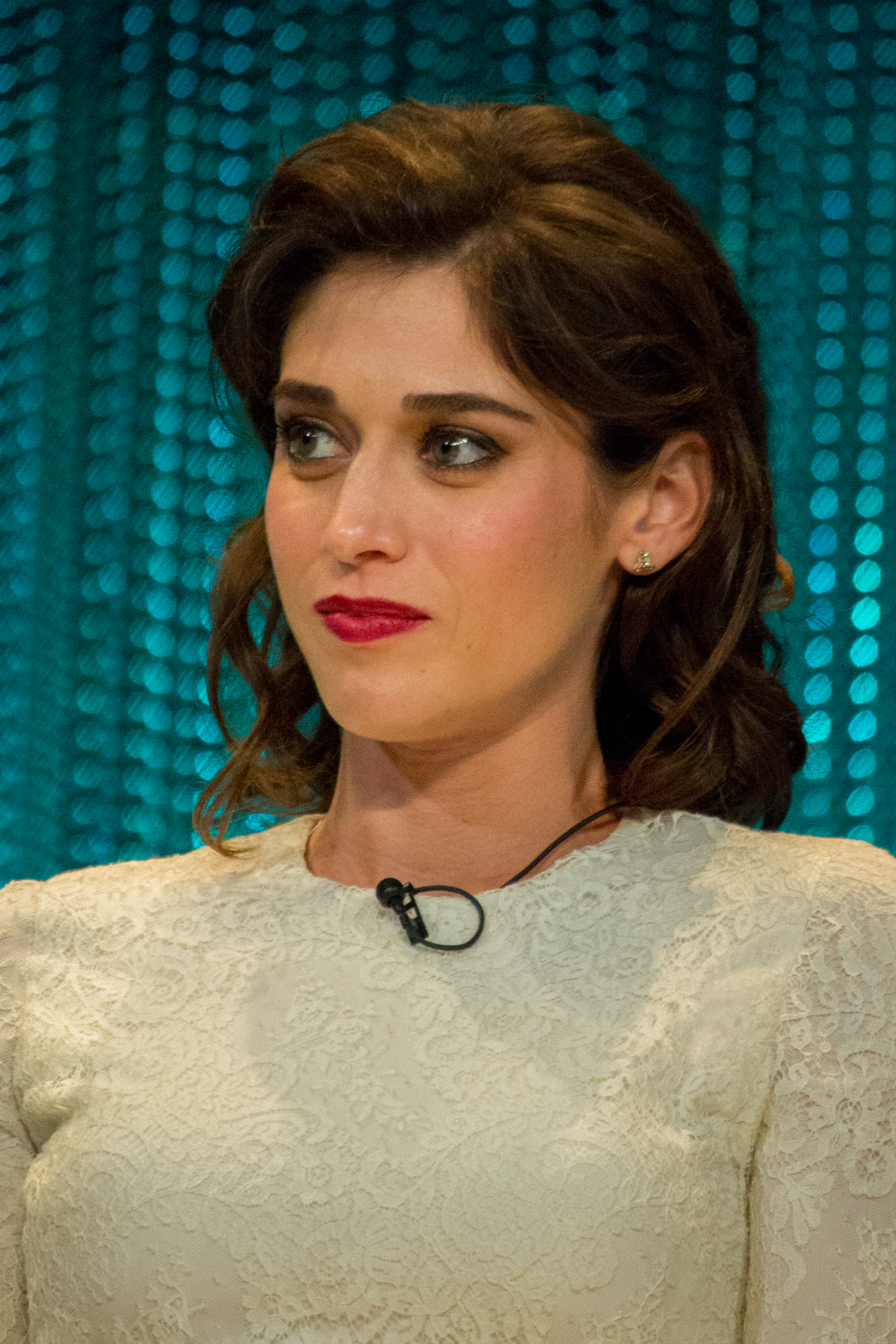
Lizzy Caplan interprète Sara.
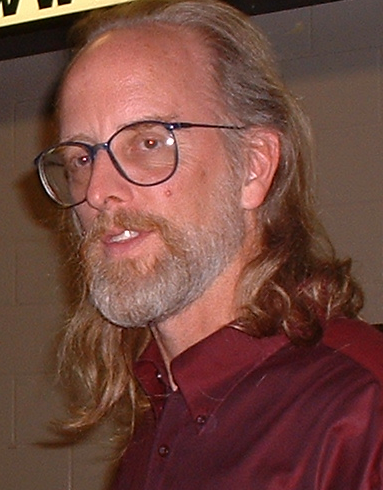
Dave "Gruber" Allen interprète Jeff Rosso.
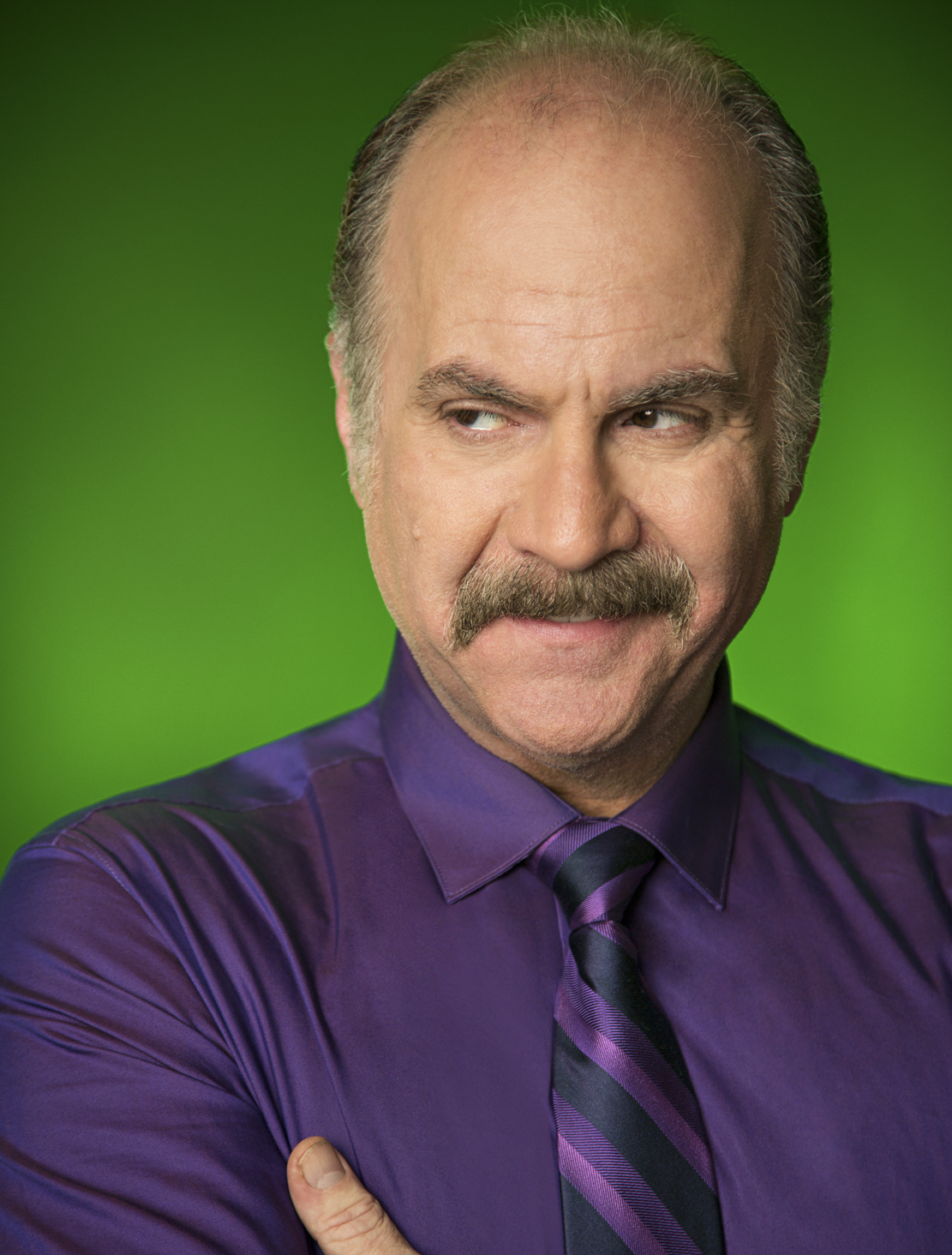
Steve Bannos interprète Frank Kowchevski.
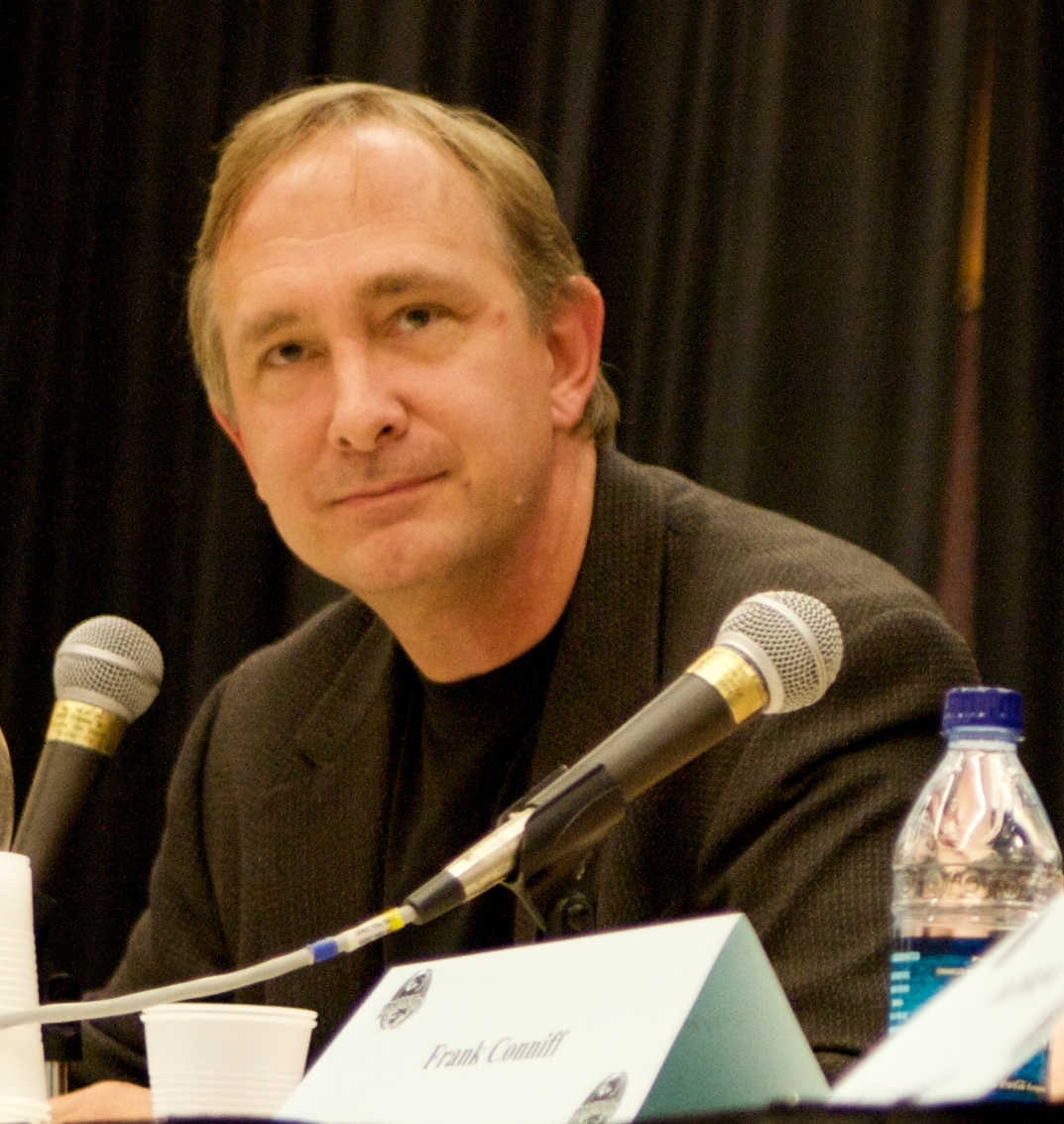
Trace Beaulieu interprète Hector Lacovara
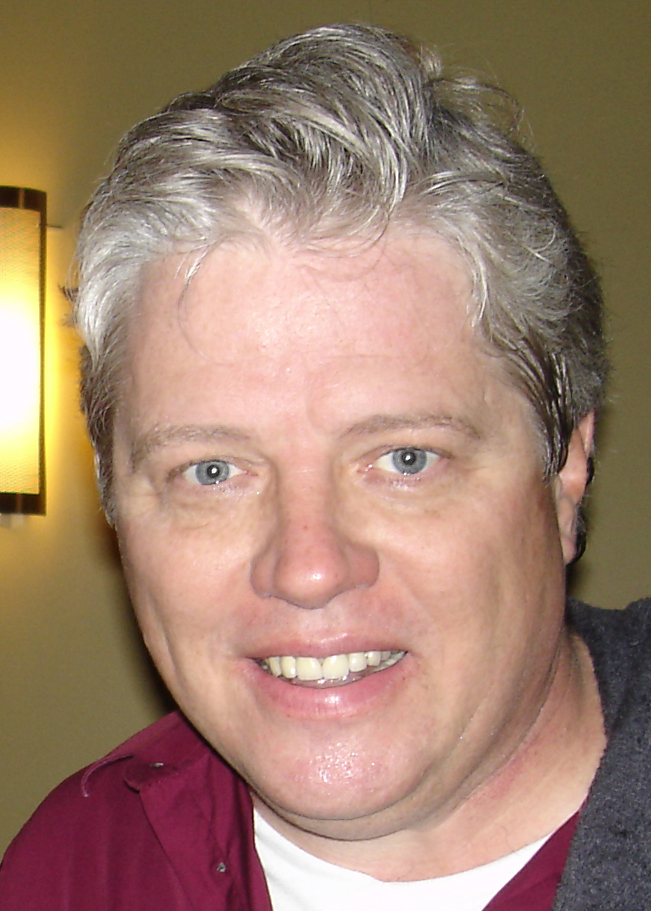
Tom Wilson interprète le coach Ben Fredericks.
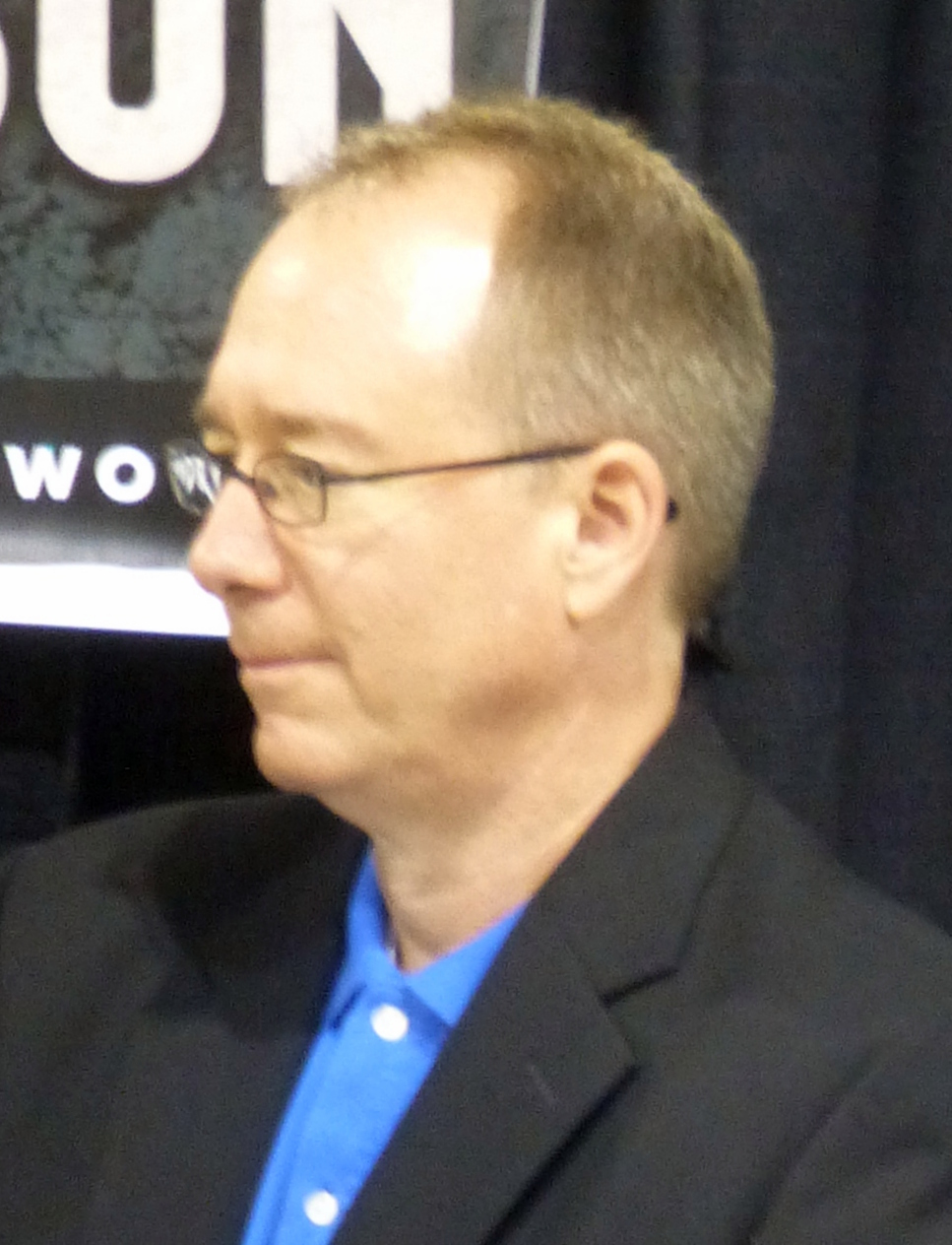
Joel Hodgson interprète Joel.
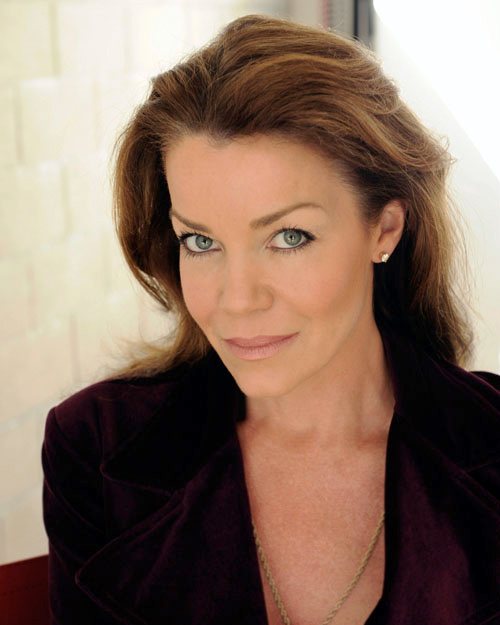
Claudia Christian interprète Gloria Haverbuck.
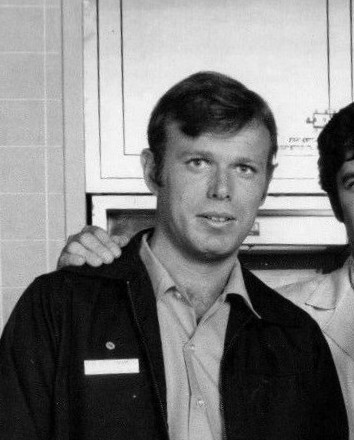
Kevin Tighe interprète Mr. Andropolis.
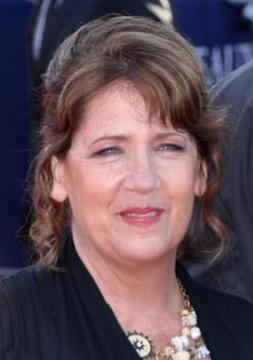
Ann Dowd interprète Cookie Kelly.

### Acteurs invités
- Allen Covert : l'employé du magasin d'alcool (épisode 2)
- Rashida Jones (VF : Laurence Sacquet) : Karen Scarfoli (épisode 4)
- Mike White : Chip Kelly (épisode 4)
- Jack Conley : le beau-père de Kim Kelly (épisode 4)
- Kevin Corrigan (VF : Emmanuel Karsen) : Toby (épisode 7)
- Jason Schwartzman : Howie Gelfand (épisode 7)
- David Koechner : un serveur (épisode 7)
- Shia LaBeouf (VF : Natacha Gerritsen) : Herbert (épisode 9)
- Matt Czuchry : un étudiant de Lincoln High (épisode 9)
- Alexandra Breckenridge : Shelley Weaver (épisode 11)
- Alexander Gould : Ronnie (épisode 13)
- Leslie Mann (VF : Michèle Lituac) : Mme Foote (épisode 13)
- David Krumholtz : Barry Schweiber (épisode 15)
- Bianca Kajlich : la fille percée (épisode 15)
- Samaire Armstrong : Laurie (épisodes 16 et 18)
- Ben Stiller (VF : Emmanuel Curtil) : l'agent Meara (épisode 17)
- Steve Higgins : Mr. Fleck (épisode 18)

 Source et légende : version française (VF) sur RS Doublage et Doublage Series Database

## Fiche technique
Sauf indication contraire, les informations mentionnées dans cette section peuvent être confirmées par la base de données cinématographiques IMDb,  présente dans la section « Liens externes ».
- Titre : Freaks and Geeks
- Créateur : Paul Feig
- Réalisation : variés dont Jake Kasdan, Judd Apatow, Bryan Gordon, Ken Kwapis et Lesli Linka Glatter
- Scénario : variés dont Paul Feig et Judd Apatow
- Production : Victor Hsu et J. Elvis Weinstein
- Production déléguée : Judd Apatow
- Musique : Michael Andrews, thème du générique d'ouverture Bad Reputation de Joan Jett
- Photographie : Russ T. Alsobrook
- Montage : Tara Timpone, Sean K. Lambert et Brent White
- Distribution des rôles : Allison Jones
- Décors : Jefferson Sage
- Costumes : Debra McGuire
- Sociétés de production : Apatow Productions et DreamWorks Television
- Diffuseur d'origine : NBC (États-Unis), Série Club (France)
- Lieu de tournage[8] : Californie
- Pays d'origine :  États-Unis
- Langue originale : anglais
- Format : couleur — 35 mm — 1,33:1 — son Dolby
- Durée moyenne d'un épisode : 44 minutes
- Genre : comédie dramatique, teen drama
- Public : 
  - États-Unis : Déconseillé aux moins de 14 ans

### Dates de diffusion
- États-Unis : 
  - du 25 septembre 1999 au 20 mars 2000 sur NBC (épisodes 1 à 3, 5 à 13)
  - 8 juillet 2000 sur NBC (épisodes 16 à 18)
  - 5 septembre 2000 et du 10 au 17 octobre 2000 sur Fox Family (épisodes 4, 14 et 15)
- France : du 15 mars au 12 juillet 2001 sur Série Club
- Autriche : à partir du 2 février 2002 sur ORF (sous le titre Voll daneben, voll im Leben)
- Japon : à partir du 13 décembre 2002 sur Nippon Television (sous le titre フリークス学園)
- Allemagne : du 7 octobre 2005 au 2 mars 2006 sur Das Erste (sous le titre Voll daneben, voll im Leben)
- Belgique : à partir du 11 février 2012 sur Club RTL[9]
- Italie : 24 avril 2016 sur Netflix (en version originale sous-titré italien)

## Historique

### Création et développement
|                           |  |  |
| Paul Feig et Judd Apatow. |  |  |

L'idée de créer Freaks and Geeks vient du scénariste et acteur Paul Feig, qui s'est inspiré de son vécu durant sa jeunesse à Detroit. Il souhaite faire une série pour adolescents qui tranche avec celles du style Beverly Hills. Il dira en avoir marre des séries ado où l’on se demande : « Mais qui sont ces gens ? », racontant même ne pas avoir été populaires, ses amis et lui, au lycée, qu'ils ne sortaient pas « avec beaucoup de filles » et qu'ils essayaient « juste de survivre ». Néanmoins, dans les années 1990, Feig commence à être au creux de la vague après avoir été destitué de son rôle de Mr. Poole dans la série Sabrina, l'apprentie sorcière. De plus, il peine à vendre ses projets de films. Le pilote de la série a été écrit en tant que script spéculatif .
C'est alors qu'il retrouve son ami de longue date, le scénariste et réalisateur Judd Apatow, qui s'est fait remarquer comme auteur pour The Ben Stiller Show et The Larry Sanders Show, qui vient de signer un contrat de développement avec DreamWorks Pictures. Cherchant un projet pour la télévision, Apatow sollicite Feig, qui lui envoie le script de Freaks and Geeks quelques mois plus tard,. Appréciant le script et partageant la même sensibilité de fond avec Feig, Apatow le contacte pour lui dire qu'ils vont le vendre à DreamWorks. Des networks tels que la Fox, CBS et ABC se battent pour obtenir les droits de diffusion, avant que NBC ne rejoigne la liste des chaînes de télévision. La chargée de développement de l'époque, Shelley McCrory, est prête à tout pour obtenir les droits, quitte à arrêter sa carrière en cas d'échec. NBC obtient alors les droits de diffusion de Freaks and Geeks. Feig expliquera que « [Judd et Feig] arrive là-bas [NBC], et [il] ne peu[t] pas m’empêcher de ressentir cette indignation typique du nouveau venu qui flippe qu’on touche à son bébé ». Alors que Feig précise aux dirigeants de NBC qu'il ne fera pas la série s’ils changent tout, McCrory le rassure en disant au duo « Ne changez rien » et offre carte blanche à son auteur.

### Attribution des rôles

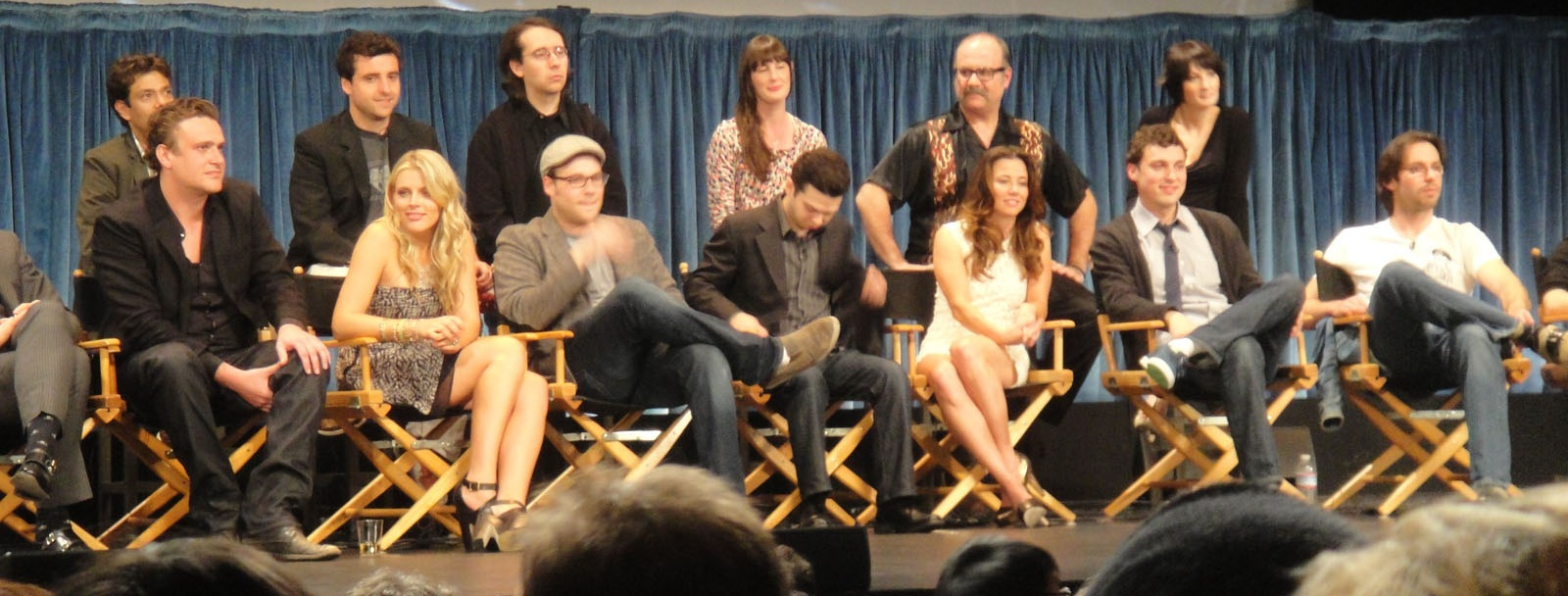
L'intégralité de la distribution réunie au PaleyFest 2011.

La particularité et la force de la série est aussi dans son casting, puisque les rôles principaux sont tenus par une nouvelle générations d'acteurs qui deviendront par la suite des vedettes du cinéma et de la télévision,. Pour cela, Apatow et Feig recherchent les acteurs appropriés grâce à des auditions peu conventionnelles où le candidat est moins là pour coller à un personnage pré-écrit que pour nourrir l’inspiration des auteurs.
Le choix pour le rôle de l'intelligente mais angoissée Lindsay Weir se porte sur Linda Cardellini, alors jeune actrice débutante de vingt-quatre ans. Elle apprécia le script après lecture car elle trouvait que « c'était totalement différent » des rôles de filles qu'elle voyait à l'écran. Lauren Ambrose était également en lice pour incarner Lindsay avant que le choix ne se porte sur Cardellini. Dans une interview à Rolling Stone en mai 2020, Cardellini dira adorer son personnage, pensant juste « qu'elle est si réfléchie et intelligente », ainsi que la relation avec les parents de Lindsay. Le frère de Lindsay, Sam, est incarné par le débutant John Francis Daley. Jesse Eisenberg était également le deuxième choix pour le rôle.
Le rôle de Daniel Desario est confié à James Franco, alors âgé de vingt ans, dont l'expérience est limité à des apparitions dans des rôles d'invités à la télévision et à une publicité télévisée pour Pizza Hut dans lequel il incarne un Elvis Presley dansant. Il confiera concernant cette série qu'il s'agit de « l'une des expériences de travail les plus amusantes » qu'il ait eues. Le réalisateur de quelques épisodes, Jake Kasdan, dira même à propos de Franco que « ce type va être une énorme star de cinéma » et qu'il fallait absolument le prendre après l'avoir vu passer la porte pour les auditions.
Seth Rogen, alors âgé de seize ans, est à l'époque un jeune comédien de stand-up maniant un humour pince-sans-rire, auditionne pour un rôle dans la série lors d'un casting à Vancouver et ses compétences d'improvisation impressionnent Apatow. Il est choisi pour le rôle du cynique et acerbe Ken Miller, ce qui marquera le début d'une naissante et fructueuse collaboration avec Apatow. Apatow parlera de sa première rencontre avec Rogen en ces termes : « Tout ce qu’il disait nous faisait rire. Le type doux et responsable qu’il est devenu était insoupçonnable. C’était un Canadien un peu fou et fouteur de merde, à la fois calme et furax, qui pourrait tout aussi bien vous tuer ». L'un des autres rôles principaux, celui de Nick Andropolis est confié à Jason Segel, dix-neuf ans à l'époque, dont la carrière est également naissante et qui avait déjà tourné avec Cardellini, avec qui il va vivre en couple pendant cinq ans, dans la comédie Un cadavre sur le campus. Selon Kasdan, Segel a été « hilarant et d’un charisme infini ». Busy Philipps auditionna pour le rôle de Lindsay, mais les producteurs ont pensé qu'elle n'était pas l'actrice adéquate pour le personnage, mais l'ont fait auditionner pour le rôle de Kim Kelly, la petite amie de Desario, qu'elle obtiendra. Philipps connaît également très bien Cardellini, puisqu'elles étaient amies depuis l'Université Loyola Marymount. Lizzy Caplan a auditionné pour les rôles de Lindsay et Kim, mais a finalement été choisie pour jouer le personnage récurrent de Sara.
Les rôles de Neil Schweiber et Bill Haverchuck sont confiés à Samm Levine et Martin Starr. Avant que Levine n'obtienne le rôle Shia LaBeouf a auditionné pour le rôle de Schweiber.
Pour que l'alchimie fonctionne avec ses acteurs, Apatow les prend sous son aile, notamment en conseillant Rogen de prendre un coach, interdit aux filles de tomber dans la course à la minceur, et, lors d’une réunion rapportée par l’acteur Joe Flaherty (interprète du père de Lindsay et Sam), met tout le monde en garde contre les sirènes de la célébrité. Les acteurs s'impliquent à fond à cette série comme Franco, qui passe deux semaines dans le Michigan pour visiter le lycée où Feig fait sa scolarité et se mettre dans la peau de son personnage. Stephen Lea Sheppard, qui incarne Harris Trinsky, a seulement auditionné parce que son ami, qui vivait avec lui à l'époque, lui demanda d'y aller. R.F. Daley, le père de John Francis Daley, joue le rôle du professeur Mainzer dans l'épisode Petits copains, petites copines.
Contrairement à beaucoup de séries, la majorité des acteurs était assez proche de l'âge des personnages qu'ils étaient censés incarner. Seul John Francis Daley avait le même âge que son personnage au moment du tournage de la série.

### Tournage
Bien que la série se déroule dans le Michigan, Freaks and Geeks a été tourné en Californie. Les scènes extérieures se sont révélées difficiles à tourner, car aucun palmier n'était autorisé à être vu.
Le pilote fut tourné dans une vraie école. Quand la chaîne NBC valida la série pour une saison, un décor fut construit à l'identique pour le tournage de futurs épisodes. Néanmoins ce décor, censé représenter les couloirs du lycée, n'était qu'une simple structure en forme de "T", réarrangée selon les plans pour faire croire aux spectateurs qu'ils voyaient l'intégralité du bâtiment scolaire. Les figurants, qui semblaient aller en cours, ne pouvaient que s'entasser au bout des deux couloirs en attendant la fin de chaque prise. Sur le tournage, Apatow incite les acteurs à improviser et à mettre leurs interactions réelles au service de la série. Franco flirte avec les actrices, Daley et Cardellini prolongent l’animosité frère-sœur entre les prises, mais toujours au profit de la fiction. Cardellini dira même que « Tout le monde était très talentueux mais personne ne s’en rendait compte », ajoutant qu'ils se contentaient d’être ensemble, de s’entraîner, de jouer et de réfléchir. L'expérience a incité Rogen à se lancer à l'écriture de scénarios.
Néanmoins, le tournage a été émaillé de quelques incidents, comme Rogen qui s'est ouvert le menton quand il fracasse la guitare du personnage incarné par Segel, Levine et Starr se sont querellés et ont ensuite été connus pour entrer dans quelques disputes tout au long du tournage. Mais un incident plus sérieux a eu lieu entre Busy Philipps et James Franco durant le tournage d'une scène, comme le révèle l'actrice dans son autobiographie This Will Only Hurt a Little, sorti en 2018. Lors d'une scène où le personnage de Philipps doit frapper gentiment le ventre de celui de Franco, l'acteur entre alors dans une colère, lui attrape les bras et lui crie de ne plus lui toucher avant de la jeter par terre sous les yeux des autres acteurs qui assistent horrifiés à la scène. Philipps se confie alors à Linda Cardellini, qui lui suggère alors d'en parler avec son manager. Sous la pression des réalisateurs et producteurs, Franco s'est excusé le lendemain, sans toutefois obtenir de moindre sanction pour son geste.

## Liste des épisodes
Cette liste comprend les dix-huit épisodes de la série dans l'ordre chronologique. La diffusion américaine s'est faite de manière chaotique sur NBC, seuls quinze épisodes ont été diffusées sur la chaîne, tandis que les épisodes Ma nouvelle amie, Faits divers et Amour, allergie de la jeunesse furent programmés par Fox Family, quelques mois après l'arrêt de la série sur NBC.
En France, Freaks and Geeks a été diffusée dans le bon ordre, celle qui figure sur l'intégrale de la série en DVD
1. Candeur et Décadence (Pilot)
2. Surprise partie (Beers and Weirs)
3. Le Temps de l'innocence (Tricks and Treats)
4. Ma nouvelle amie (Kim Kelly is My Friend)
5. Contrôle et Hormones (Tests and Breasts)
6. Musicos (I'm With the Band)
7. Crédit et Discrédit (Carded and Discarded)
8. Petits Copains, petites copines (Girlfriends and Boyfriends)
9. L'Esprit à la lettre (We've Got Spirit)
10. Le Journal intime (The Diary)
11. Dynamique de groupe (Looks and Books)
12. La Porte du garage (The Garage Door)
13. Sonnants et Trébuchants (Chokin' and Tokin' )
14. Faits divers (Dead Dogs and Gym Teachers)
15. Amour, allergie de la jeunesse (Noshing and Moshing)
16. L’Âge de la raison (Smooching and Mooching)
17. Les Petites Choses de la vie (The Little Things)
18. La Mort de la discomania (Discos and Dragons)

## Réception

### Accueil critique
Dès sa diffusion, Freaks and Geeks connaît un accueil largement favorable de la part des critiques. Le site Rotten Tomatoes lui attribue un taux d'approbation de 100%, sur la base de trente-et-un commentaires collectés, une moyenne de 9,67/10 et la certification « Fresh ». Dans son consensus, le site note que « Freaks et Geeks est un pamphlet de la vie réelle de l'adolescence tout en embrassant affectueusement chaque douleur croissante avec une honnêteté rafraîchissante ». Sur le site Metacritic, la série obtient un score de 88/100, basé sur vingt-huit commentaires collectés et la mention « Universal acclaim ».
La série connaît également un bon accueil de la part du public, obtenant un taux d'approbation de 95% sur Rotten Tomatoes, sur la base de et une moyenne de 4,6/5 et une note de 9/10 sur Metacritic, basé sur cinq commentaires collectés et la mention « Universal acclaim ». Elle obtient la note de 8,8/10 sur IMDb, pour plus de 124 000 votes. Elle figure à la cinquante-neuvième place du top 250 des meilleurs shows TV.

### Audiences
La série a été vue en moyenne par 6,77 millions de téléspectateurs et s'est classé à la 93e des meilleures audiences de la saison 1999-2000, pour sa première et unique saison.

### Distinctions
La série a reçu trois nominations aux Emmy Awards. Paul Feig a été nommé deux fois pour la meilleure écriture pour une série comique, pour Pilot et Discos and Dragons. Il a remporté le prix de la meilleure direction de casting pour une série comique (Allison Jones, Coreen Mayrs et Jill Greenberg). Il a été nommé pour deux prix de la Television Critics Association, pour le nouveau programme de l'année et la réalisation exceptionnelle en art dramatique. Pour son jeu d'acteurs, la série a remporté le prix de la meilleure série télévisée familiale - Comédie et a été nommée pour la meilleure performance dans une série télévisée - Jeune ensemble aux Young Artist Awards. Pour les YoungStar Awards, John Francis Daley et Sarah Hagan ont été nommés pour le meilleur jeune acteur / performance dans une série télévisée comique et l'ensemble de la distribution a été nommé pour le meilleur jeune distribution d'ensemble à la télévision. La série a également reçu plusieurs autres nominations dans d'autres catégories.

### Annulation et héritage
L'une des raisons invoquées pour son annulation anticipée était son incapacité à gagner un public en raison de son «calendrier erratique» et de ses créneaux horaires médiocres, en concurrence avec le célèbre Who Wants to Be a Millionaire. Les producteurs ont créé un site Web pour la série, mais NBC n'a pas voulu partager son URL car « ils ne voulaient pas que les gens sachent qu'Internet existait. Ils craignaient d'y perdre des téléspectateurs », comme l'a expliqué Judd Apatow. Freaks and Geeks ne comptait en moyenne que moins de 7 millions de téléspectateurs, tandis que d'autres séries de NBC telles que Frasier et Friends faisaient plus de 14 millions de téléspectateurs en moyenne chacune.
NBC et les directeurs créatifs de Freaks and Geeks n'avaient pas la même vision pour la série. Après que le réseau a repris le pilote de la série, Garth Ancier a remplacé l'ancien président de la chaîne. Ancier « ne comprenait pas la vie des écoles publiques » et sa pertinence car il allait dans un internat puis à Princeton. Paul Feig a exprimé « l'ironie de la situation » car toutes les personnes impliquées voulaient que Freaks and Geeks soit un succès, mais le network n'a pas compris le concept de présenter de manière réaliste la vie d'adolescents ordinaires. Jake Kasdan et Judd Apatow ont eu plusieurs arguments avec le réseau concernant « le manque de victoires » dans le script et que les personnages devaient « être cool ». Les scénaristes voulaient produire quelque chose qui représenterait l'expérience moyenne du lycée, mais NBC voulait produire quelque chose qui rendrait le lycée cool. Parce que le réseau audiovisuel ne pensait pas que la série serait un succès, ils ont laissé les scénaristes ajouter au scénario des choses qu'ils « n'auraient pas s'ils pensaient que la série refait surface la saison prochaine », comme l'utilisation de l'expression d'« organes génitaux ambigus »,. Ben Stiller a accepté de faire une apparition dans le dix-septième épisode pour rendre service à Judd Apatow et faire remonter l'audience, mais cela n'a pas pu être profitable, l'épisode a été diffusé après que l'arrêt de la série a été décidé.
Apatow a déclaré en 2014 que tout ce qu'il a fait par la suite, en quelque sorte, « est une vengeance pour les personnes qui ont annulé Freaks and Geeks ».
La série est apparue sur la liste des « 100 plus grands show de tous les temps » du magazine Time en 2007 et s'est classée troisième sur la liste du magazine des plus grandes émissions de télévision des années 2000 du même magazine en décembre 2009. En 2004 et 2007, Freaks and Geeks a été classé 25e et 21e dans le classement des meilleures émissions cultes de TV Guide,. En 2008, Entertainment Weekly l'a classée à la 13e place des meilleures séries de ces 25 dernières années. La même année, AOL TV l'a nommé comme le meilleur show scolaire de tous les temps. En 2013, TV Guide l'a inclus dans sa liste des 60 plus grands séries dramatiques de tous les temps et à la 1re place sur la liste de 60 émissions « annulées trop tôt ». Il a lancé plusieurs de ses jeunes acteurs, tels que Rogen et Franco, qui ont depuis menés une carrière d'acteur à succès.

### Les Années campus
En 2001, plusieurs des acteurs de Freaks and Geeks sont apparus dans une nouvelle série de comédie d'une demi-heure de Judd Apatow, Les Années campus (Undeclared dans la version originale), diffusée sur Fox Network. Apatow s'est battu avec le network pour inclure des acteurs de Freaks et Geeks, mais la Fox n'a choisi que Seth Rogen (qui était déjà engagé dans la série en tant que scénariste) comme membre régulier de la distribution. Cependant, Jason Segel est devenu un personnage récurrent, tandis que Samm Levine, Busy Philipps et Natasha Melnick ont joué dans des arcs multi-épisodes, tout comme les célèbres acteur récurrent de Freaks et Geeks, Steve Bannos (qui a joué le professeur de mathématiques McKinley High, Frank Kowchevski) et David Krumholtz (qui a joué le frère aîné de Neal, Barry Schweiber). Martin Starr a joué un rôle important dans un autre épisode, et une scène avec Sarah Hagan a été tournée, bien qu'elle ait été coupée. Malgré de bonnes critiques,, la série a également été annulé lors de sa première saison. Tout comme Freaks and Geeks, Les Années campus est devenue une série culte et Entertainment Weekly l'a classée au 16e rang des «25 meilleures émissions de télévision cultes des 25 dernières années».

### Syndication et retrouvailles
En juin 2010, il a été annoncé qu'IFC avait acquis les droits de diffusion de Freaks and Geeks et Les Années campus. Les dix-huit épisodes de Freaks and Geeks ont été diffusées le 29 octobre 2010, tandis que Les Années campusa commencé sa diffusion le 5 novembre 2010. Les deux shows ont également rejoint la gamme TeenNick le 13 juin 2011. Freaks and Geeks a été diffusé sur FXX de 2013 à 2014.
Une réunion de plusieurs acteurs et producteurs des deux émissions a eu lieu lors du PaleyFest au Paley Center for Media le 12 mars 2011,.

### Documentaire
Un documentaire réalisé par Brent Hodge retraçant l'histoire et les coulisses de Freaks and Geeks avec des interviews du casting et de l'équipe de production a fait ses débuts au Tribeca Film Festival le 21 avril 2018,. Le documentaire a fait ses débuts à la télévision le 16 juillet 2018, sur A&E.

## Commentaires
- Dans un épisode, Sam (John Francis Daley) parle du film Les Bleus, sorti en 1981 avec Bill Murray. Joe Flaherty, qui joue le père de Sam, a également joué dans Les Bleus comme second rôle.
- À mi-chemin de la saison, il était évident que Freaks and Geeks était sur le point d'être annulé. Le reste des épisodes a été mis en attente, tandis que les créateurs écrivaient et filmaient l'épisode final (qui a été écrit de manière à servir à la fois pour un épisode final de la série si elle venait à être annulée ou pour un épisode final de saison si elle venait à être reconduite pour une deuxième saison). Plusieurs épisodes plus tard, la série a été annulée.

## Produits dérivés

### DVD
- Freaks and Geeks - The Complete Series (6 avril 2004) ASIN B0001EQHXO (Zone 1 uniquement)